# 長万部郵便局
長万部郵便局（おしゃまんべゆうびんきょく）は北海道山越郡長万部町にある郵便局。民営化前の分類では集配普通郵便局であった。

## 概要
住所：〒049-3599 北海道山越郡長万部町字長万部（本町）452-24
民営化直前の集配業務再編において、多くの集配普通郵便局は統括センターとなり、当局にも統括センターが配置された。民営化後は郵便事業株式会社の支店が併設された。
統括地域は長万部町、豊浦町、洞爺湖町、今金町、せたな町、八雲町、森町の7町である。

## 沿革
- 1872年（明治5年） - 長万部郵便取扱所として開設[1]。
- 1874年（明治7年）1月1日 - 長万部郵便局（三等）開設。
- 1875年（明治8年）1月1日 - 長万部郵便局（五等）となる。
- 1894年（明治27年）2月1日 - 長万部郵便電信局となる。和文電報事務取扱を開始。
- 1896年（明治29年）3月1日 - 為替・貯金取扱を開始。
  - 7月1日 - 小包郵便物取扱開始。
- 1903年（明治36年）4月1日 - 通信官署官制の施行に伴い長万部郵便局となる。
- 1927年（昭和2年）7月11日 - 電話交換事務取扱開始。
- 1938年（昭和13年）3月21日 - 国際電報事務取扱開始。
- 1953年（昭和28年）9月1日 - 中の沢簡易郵便局の廃止に伴い、取扱事務を長万部町漁業協同組合より承継[2]。
- 1969年（昭和44年）1月25日 - 電話通話・交換、和文電報受付・配達、欧文電報受付・配達、国際電報受付・配達の各業務を、長万部電報電話局に移管。
- 1981年（昭和56年）7月1日 - 特定郵便局から普通郵便局に局種別改定、局舎を現在地の本町に移転。
- 1982年（昭和57年）11月15日 - 和文電報受付および電話通話事務の取扱を開始。
- 1990年（平成2年）10月29日 - 胆振二股郵便局から集配業務を移管。
- 2000年（平成12年）8月14日 - 外国通貨の両替および旅行小切手の売買に関する業務取扱を開始。
- 2004年（平成16年）6月26日 - 胆振二股郵便局の廃止に伴い、取扱事務を承継[3]。
- 2006年（平成18年）10月10日 - 国縫郵便局および静狩郵便局から集配業務を移管[4]。
- 2007年（平成19年）10月1日 - 民営化に伴い、併設された郵便事業長万部支店に一部業務を移管。
- 2012年（平成24年）10月1日 - 日本郵便株式会社の発足に伴い、郵便事業長万部支店を長万部郵便局に統合。

## 取扱内容
- 郵便、印紙、ゆうパック、内容証明
- 貯金、為替、振替、振込、国際送金、外貨両替・トラベラーズチェック、国債、投資信託
- 生命保険、バイク自賠責保険、自動車保険
- ゆうちょ銀行ATM
- 山越郡長万部町内の集配業務
- ゆうゆう窓口

## 周辺
- 長万部町役場
- 長万部温泉
- ヲシャマンベ陣屋跡
- 国道5号
- 国道37号

## アクセス
- JR函館本線・室蘭本線 長万部駅から東へ約700m（徒歩約8分）
- ニセコバス、函館バス 長万部役場前停留所下車
- 道央自動車道 長万部ICから南東へ約2km
- 駐車場あり：5台